# Кентфилд (Калифорнија)
Кентфилд (енгл. Kentfield) насељено је место без административног статуса у америчкој савезној држави Калифорнија.

## Демографија
По попису из 2010. године број становника је 6.485, што је 134 (2,1%) становника више него 2000. године.
| Група             | 2000.         | 2010.         |
| Белци             | 5.897 (92,9%) | 5.729 (88,3%) |
| Афроамериканци    | 22 (0,3%)     | 35 (0,5%)     |
| Азијати           | 136 (2,1%)    | 224 (3,5%)    |
| Хиспаноамериканци | 141 (2,2%)    | 299 (4,6%)    |
| Укупно            | 6.351         | 6.485         |